# 저스틴 가스통

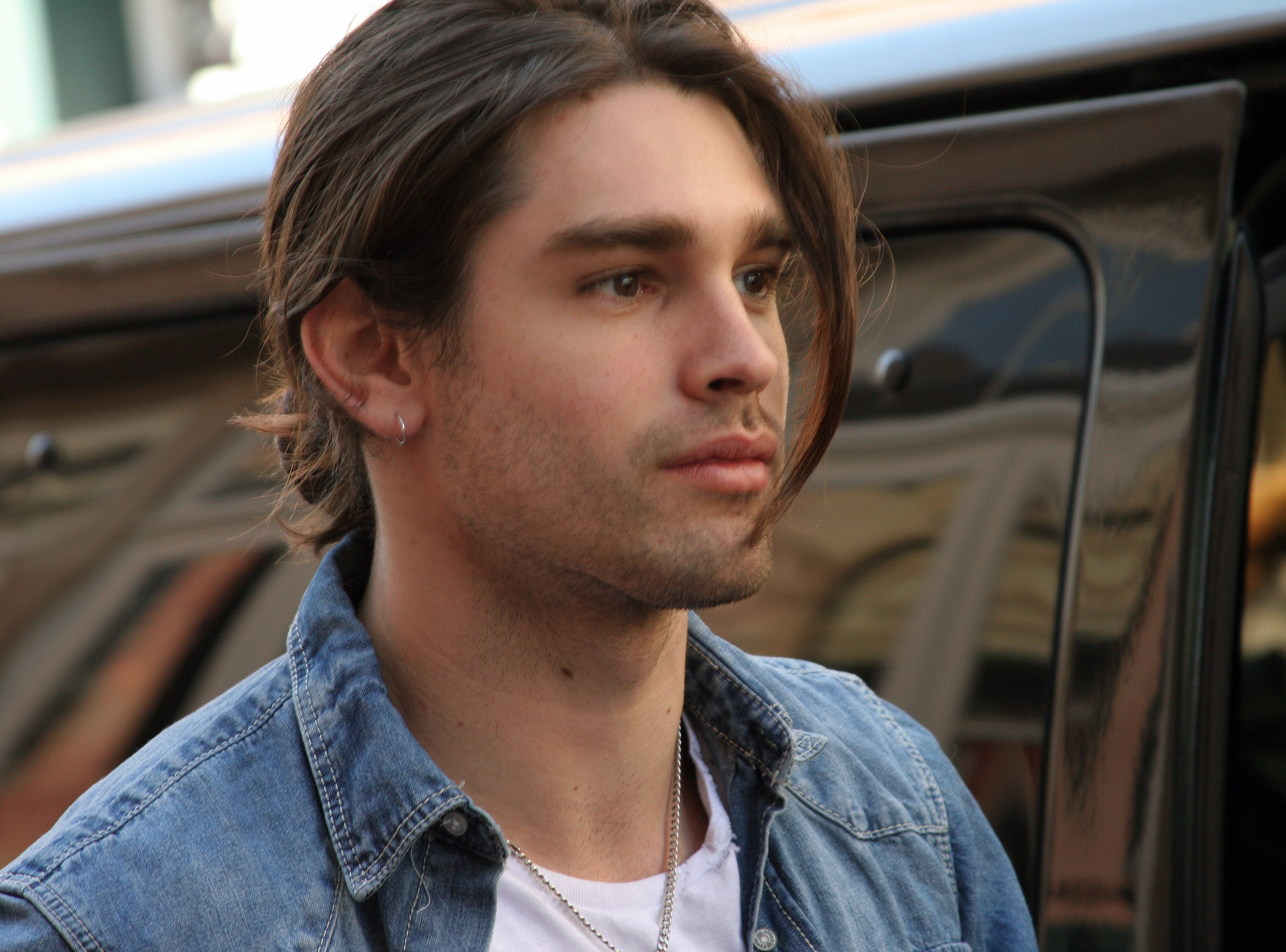

저스틴 가스통(Justin Gaston, 1988년 8월 12일 ~ )은 미국의 가수, 배우, 텔레비전 배우, 모델, 각본가, 작곡가, 기타 연주자이다.

## 영화
- 언틸 위 미트 어게인 (2016년)
- 아이스 스크림 (2013년)
- 이스케이피 (2011년)
- 데들리 시블링 라이버리 (2011년)